# 傑茜擬雀鯛
傑茜擬雀鯛（學名：Pseudochromis jace）為鱸形目鱸亞目擬雀鯛科的其中一種，為熱帶海水魚，分布於東印度洋澳洲海域，深度38-52公尺，本魚體延長，吻部、額頭至背部深色，背鰭黃色，體色為白色，尾鰭及臀鰭略帶淡藍色，背鰭硬棘3枚；背鰭軟條26枚；臀鰭硬棘3枚；臀鰭軟條15枚，體長可達6.3公分，棲息在礫石底質礁坡，通常成對或單獨出現，生活習性不明。

## 擴展閱讀
維基物種上的相關：傑茜擬雀鯛